# Anaphlocteis
Anaphlocteis es un género de escarabajos de la familia Buprestidae.

## Especies
- Anaphlocteis camerunicus Bellamy, 1986
- Anaphlocteis denticollis (Fahreus, 1851)
- Anaphlocteis dormitzeri (Obenberger, 1922)
- Anaphlocteis elongatus (Kerremans, 1900)
- Anaphlocteis orientalis Bellamy, 1986
- Anaphlocteis pulchrus (Obenberger, 1922)
- Anaphlocteis satanas (Obenberger, 1917)
- Anaphlocteis strandi (Obenberger, 1922)
- Anaphlocteis zanzibaricus (Kerremans, 1903)